# Găujani (okręg Ardżesz)
Găujani – wieś w Rumunii, w okręgu Ardżesz, w gminie Ungheni. W 2011 roku liczyła 610   mieszkańców.